# Michael Otto
Michael Otto (nascido em Chełmno, 12 abril de 1943) é um empresário alemão nascido na Polônia, dono da Otto group, é um dos homens mais ricos do mundo segundo a revista Forbes com uma fortuna de 17.6 bilhões de dólares em 2012.